# Chiesa di Sant'Alessandro (Mozzate)
La chiesa di Sant'Alessandro è la parrocchiale di Mozzate, in provincia di Como ed arcidiocesi di Milano; fa parte del decanato di Tradate.

## Storia
La prima citazione di una chiesa a Mozzate è da ricercare nel Liber Notitiae Sanctorum Mediolani di Goffredo da Bussero.
Nella Notitia cleri del 1398 si legge che detta chiesa era filiale della pieve di Santo Stefano Protomartire di Appiano Gentile, mentre nel Liber seminarii del 1564 che era sede di una rettoria dipendente dalla summenzionata pieve.
Nel 1566 don Lonetto Clivone, incaricato dall'arcivescovo di Milano Carlo Borromeo, visitò la chiesa e nei suoi appunti si può trovare una descrizione della stessa.
Nel 1574 l'arcivescovo Carlo Borromeo visitò di persona la chiesa e ordinò che fosse ampliata; i lavori di rifacimento terminarono nel 1579 e la consacrazione venne impartita l'11 ottobre 1581. Nel 1585 fu completato il campanile.
Nel 1601 fu innalzata la cappella laterale del battistero e nel 1605 la facciata venne arricchita da una tettoia e da un affresco avente come soggetto il santo patrono.
Dalla relazione della visita pastorale del 1744 dell'arcivescovo Giuseppe Pozzobonelli s'apprende che nella chiesa avevano sede il sodalizio del Santissimo Rosario e la confraternita del Santissimo Sacramento e che i parrocchiani erano 1282. 
Nella seconda metà del XVIII secolo venne costruita l'abside e nel 1779 la sacrestia subì un intervento di ampliamento.
Nel 1887 l'edificio fu ingrandito con lo spostamento dell'abside e si venne a creare il transetto.
Tra il 1915 ed il 1916 la facciata fu ricostruita.

## Descrizione
La chiesa ha una pianta a croce latina. La facciata è a salienti e presenta due nicchie con altrettante statue.
L'interno è a tre navate e termina con l'abside semicircolare. L'opera di maggior rilievo qui conservata è l'altare maggiore, realizzato tra il 1842 ed il 1844 e caratterizzato da un bassorilievo raffigurante il martirio di sant'Alessandro, opera di Antonio Galli.